# Újkoslárd
Újkoslárd románul: Coșlariu Nou, falu Romániában, Fehér megyében.

## Fekvése
Tövis közelében fekvő település.

## Története
Újkoslárd korábban Tövis része volt, 1956 körül vált külön 52 lakossal.
1966-ban 91 lakosából 78 román, 9 magyar, 2 német volt. 1977-ben 102 lakosából 93 román, 9 magyar, 1992-ben 95 lakosából 92 román, 3 magyar, a 2002-es népszámláláskor pedig 94 lakosából 88 román, 6 magyar volt.

## Látnivalók
- Bizánci stílusú ortodox temploma 1926-ban épült.[2]